# Karl Franz Gottfried Koehler

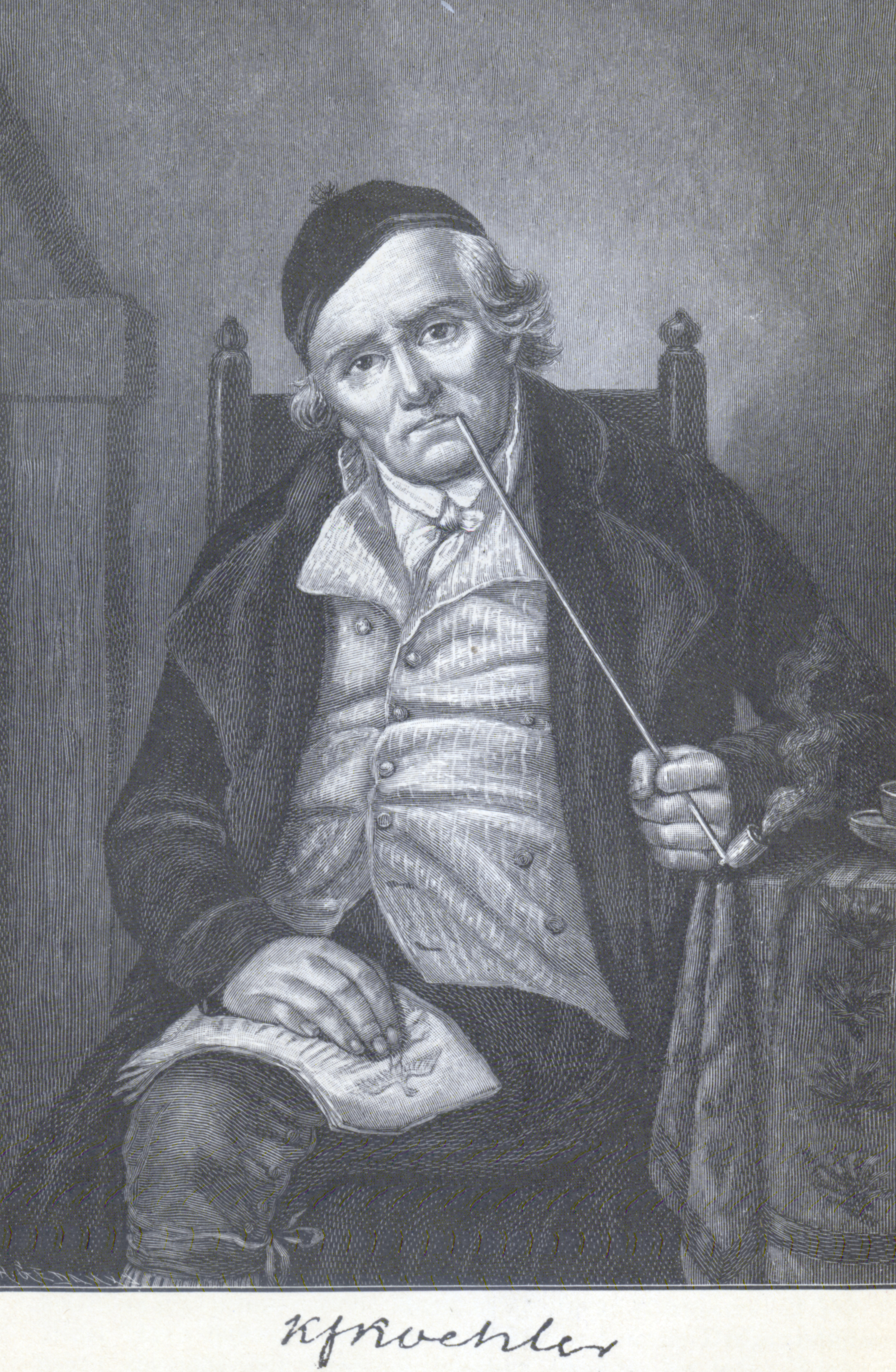
Karl Franz Gottfried Koehler, Porträt aus der Hand seiner Tochter Justine

Karl Franz Gottfried Koehler (* 5. Juni 1764 in Leipzig; † 29. Dezember 1833 ebenda) war ein deutscher Verleger.

## Leben
Koehler machte ab 1778 eine Buchhandels-Lehre bei Paul Gotthelf Kummer in Leipzig. Er erhielt hier bis 1782 eine sorgfältige Ausbildung, zog sich jedoch auch eine schwere Schulterverletzung („hohe Schulter“) zu, als sein Lehrherr ihm im Jähzorn einen so heftigen Stoß versetzte, dass er von der Leiter fiel. Nach der Lehre ist belegt, dass Koehler in Dessau, Wien und als Geschäftsführer der Wygandschen Buchhandlung in Leipzig arbeitete. Anfang 1789 erhielt er das Leipziger Bürgerrecht und einige Zeit später gründete Koehler seine eigene Buchhandlung, den späteren Verlag Koehler & Amelang. Ein genaues Gründungsdatum ist nicht überliefert, eine erste Zeitungsannonce des neuen Geschäfts stammt vom 6. April 1789. Die Firma, wie damals oftmals üblich, betrieb sowohl Sortimentsbuchhandel als auch einen Verlag und ein Antiquariat. Aus dem Jahr 1801 ist ein erster Katalog der Buchhandlung erhalten, der älteste Katalog des Verlags stammt dagegen von 1828.
Von 1805 bis 1809 ging der spätere Bibliothekar Karl Benjamin Preusker bei Koehler in die Lehre. Er berichtet unter anderem, dass Koehler 1808 von einem französischen Offizier verhaftet wurde, weil er einige Exemplare der Schrift „Napoleon Bonaparte und das französische Volk unter seinem Consulate“ von Gustav von Schlabrendorf aus dem Jahr 1804 verkauft hatte. Anschließend war er mehrere Monate krank. Preusker leitete in Vertretung das Geschäft, zum Dank erließ man ihm einen Teil seiner Lehrzeit.
Vor 1805 – ein genaues Datum ist auch hier nicht überliefert – heiratete Koehler Christiane Henriette, geb. Pitzer. Der älteste Sohn, Franz Eugen, der den Verlag später vom Vater übernahm, wurde 1805 geboren, ein Jahr später folgte der Sohn Heinrich, 1808 dann die Tochter Justine.